# Шемятинское сельское поселение
Шемя́тинское се́льское поселе́ние — упразднённое муниципальное образование в Макарьевском районе Костромской области России.
Административный центр — деревня Шемятино.

## История
Шемятинское сельское поселение образовано 30 декабря 2004 года в соответствии с Законом Костромской области № 237-ЗКО, установлены статус и границы муниципального образования.
Законом Костромской области от 16 июля 2018 года было упразднено и влито в Унженское сельское поселение.

## Население
| 2008 | 2010 | 2012 | 2013 | 2014 | 2015 | 2016 | 2017 | 2018 |
| ---- | ---- | ---- | ---- | ---- | ---- | ---- | ---- | ---- |
| 782  | ↘701 | ↘666 | ↘627 | ↘604 | ↘571 | ↘568 | ↘543 | ↘525 |

## Состав сельского поселения
| №  | Населённый пункт | Тип населённого пункта          | Население |
| -- | ---------------- | ------------------------------- | --------- |
| 1  | Аманово          | деревня                         | ↘21       |
| 2  | Бакшеево         | деревня                         | →4        |
| 3  | Выгорки          | посёлок                         | ↗197      |
| 4  | Высоково         | деревня                         | ↗1        |
| 5  | Гребенец         | деревня                         | ↗55       |
| 6  | Ивановское       | деревня                         | ↘0        |
| 7  | Мелешево         | деревня                         | →0        |
| 8  | Никулино         | деревня                         | ↗182      |
| 9  | Савино           | деревня                         | ↘2        |
| 10 | Фёдоровское      | деревня                         | ↗65       |
| 11 | Шемятино         | деревня, административный центр | ↗255      |